# 集选区
集选区（英語：Group Representation Constituency, GRC）是新加坡实行的一种选举制度，也是一种选区，在该制度下需要几个人组成团队参选国会议员。實施集選區制度的官方理據主要是為確保國會有少數種族的代表：角逐集選區議席者的至少其中一人必須是來自新加坡馬來族、印度族或其他少數種族社群。此外，對管理公共住宅區的市鎮理事會（市鎮會）而言，打理較大規模的選區將更經濟。
集選區制度於1988年6月1日生效，在這個制度落實之前，所有選區均與其他西敏制國家一樣為單選區（Single Member Constituency, SMC）。《國會選舉法令》（法例第218章，2008年修訂版）規定必須劃分至少8個單選區，同時所有集選區之議員人數不得少於總議員人數的四分之一。有鑑於此，新加坡的單選區與集選區總數及其範圍並不是固定的，而是由內閣經諮詢選區範圍檢討委員會後決定的。
《憲法》與《國會選舉法令》皆規定一個集選區必須設3到6個議席，每個集選區所設之確切議席是由總統在內閣的指導下，於臨近大選時宣告的。在2020年的大選，新加坡劃分了14個單選區和17個集選區，每個集選區設4到5個議席。

## 背景
新加坡劃分兩種選區（constituency/electoral division），一種是單選區，一種是集選區。在一個集選區裡，幾個候選人須組成一支團隊，競選國會議員，集選區的每名選民將把手中的選票投給一支候選人團隊，而不是投給個別的候選人。新加坡是於1988年6月1日根據《1988年新加坡共和國憲法（修正）法令》和《國會選舉（修正）法令》開始實行集選區制度。

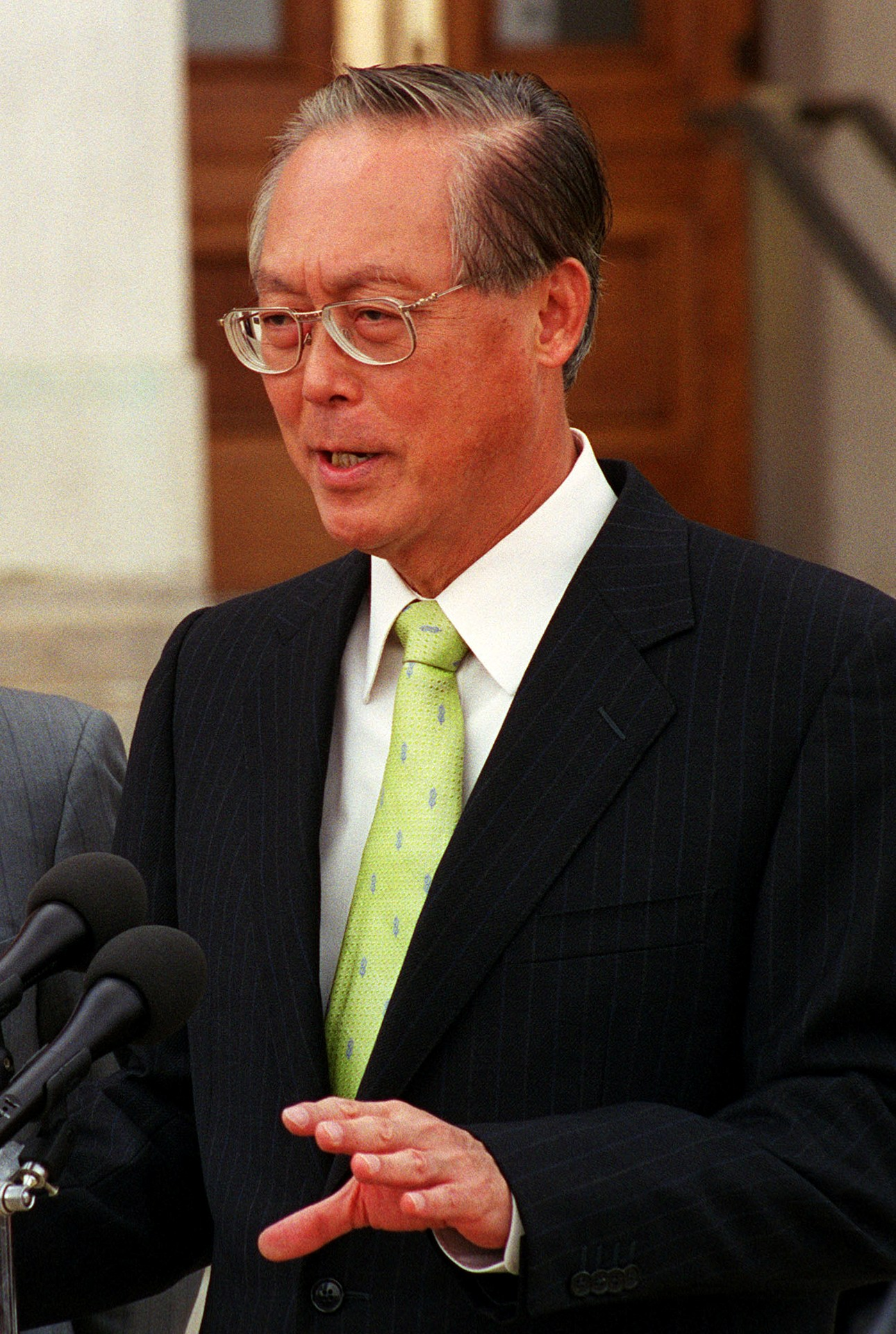
1988年，時任新加坡第一副總理吳作棟（圖，攝於2001年6月）表明集選區制度將確保國會永遠保持著多元種族的形態

集選區制度初時推行的目的是為確保國會的少數種族代表達到一定比例，並且保證國會永遠都是多元種族，而非僅由同一種族組成。時任第一副總理兼國防部長吳作棟在出席國會的一場有關集選區制度是否應該實施的辯論時指出，他早於1982年7月就與總理李光耀討論保持國會多元種族性質之必要性，而當時李光耀就年輕一代新加坡人之投票作風表示擔憂，因為他們對於是否有必要維持候選人名單的種族平衡顯得無動於衷。吳作棟亦擔心有更多的新加坡人依據候選人的種族背景來投票，從而導致國會缺乏少數種族之代表。
吳作棟還提議將兩個選區二合為一，讓兩個人配成對共同競選，並規定其中一人必須是來自少數種族社群。不過有馬來議員表示不滿，因為這意味著少數種族議員無法憑真本事當選，政府有鑑於把選區二合為一將使馬來議員喪失自信與自尊，於是決定撤下提議。
政府認為確保國會有少數種族代表的最佳方式是推行集選區制度，同時政府也考慮到該制度與市鎮理事會（市鎮會）的成立是相輔相成的，因為對管理公共住宅區的各個市鎮會而言，3個選區一起打理將更經濟。政府旋於1991年表示，隨著選民人數的激增，為這些選民服務的議員將無法負荷，集選區制度大大減少須重新劃定由這些議員代表的選區的必要性。政府更在1996年指出，這個制度可湊足各社區發展理事會所需之居民人數，好讓各理事會有效運行。
早在1966年，由時任新加坡大法官黃宗仁主持的制憲委員會就把三項攸關國會裡之少數種族代表的提議考慮在內。第一項提議是成立一個由各少數種族之代表組成的委員會，並從所有委員當中選舉其中3人成為國會議員，第二項提議是實施比例代表制，第三項提議是設立上議院並選舉或提名有關人士代表新加坡在種族、語言及宗教方面之少數群體擔任議員。然而，有關提議遭到該委員會全數否決，理據如下：針對第一項提議，委員會認為成立有關委員會將會是不當而且具退步性的，不應當允許非民選產生的人士削弱由經民選的人士組成的議事廳；至於第二項提議，委員會以為實施有關選舉制度將加劇基於種族的黨派政治，最終會「使種族間存在的差異延續及惡化」，新加坡也越來越難以（如果並非不可能）在人口由眾多種族組成的情況下，建設一個由單一、同種類之輩形成的社會；有關第三項提議，委員會覺得設立這樣的上議院是守舊的做法，有意從政的人士理應通過參加選舉的途徑在國會獲得一席。

## 實行細則

### 選區總數與範圍

2015年大选各单选区和集选区的划分

2015年大選各單選區和集選區的劃分

根據《國會選舉法令》，新加坡必須有至少8個單選區，惟單選區與集選區總數及其範圍並不是固定的，而是由總理時常在《政府憲報》（Government Gazette）發出通告，明確指定選區總數，以及各選區的名稱與範圍。
新加坡早在1954年、臨近1955年立法議會選舉時就有委任選區範圍檢討委員會（Electoral Boundaries Review Committee, EBRC），負責就選區總數以及選區劃分提出建議。雖然《憲法》或任何法規未明文規定必須這麼做，不過自新加坡獨立以來，總理委任有關委員會的做法已成慣例。總理通常會在選舉來臨之前委任有關委員會檢討選區範圍並提出相關修改建議。近幾十年來，委員會都是由內閣秘書負責主持，委員當中會有4人是高級公務員；臨近2006年的大選之時，這4人就分別是選舉局局長、新加坡土地管理局首席執行官、建屋發展局副首席執行官，以及代首席統計師。委員會只是在舉行大選的不久前召開，有關範圍劃定的籌備工作則是由其秘書處、隸屬總理公署的選舉局負責進行。
選區範圍檢討委員會的工作範圍是由總理分配的，並未列於任何新加坡法規。該委員會長年以來就重新劃定選區範圍提出相關建議時，有各種考慮因素，這包括採用山脊、河流及道路以代替任意劃定的界線作為選區範圍，以及是否有必要使劃分的各個選區的選民人數大致相等，這樣一來選民不管在哪裡投下選票都具相等分量。1963年，有關委員會採納一項範圍劃定之標準，使各選區的選民人數的差距不得超過20%，有關差距之標準後來在1980年提高至30%。至於是否接受選區範圍檢討委員會提出的有關建議，由內閣全權決定。

### 選舉細則

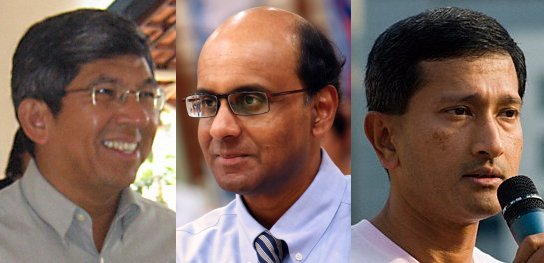
第十一屆新加坡國會的內閣部長（左起）雅國、尚達曼和維文來自少數種族社群，三人皆經角逐集選區獲得國會議席

角逐集選區議席的人士必須組成一支候選人團隊，每一支團隊的成員都必須來自同一政黨，或者都必須是獨立候選人，而且至少其中一人必須是來自新加坡馬來族、印度族或其他少數種族社群。有關候選人參選之種族身份，則為其本人認定的種族身份，再者以該種族組成的社群亦普遍接受該候選人為其之一員。候選人之少數種族身份是由總統委任的兩個委員會共同決定的，這兩個委員會是馬來社群委員會，以及印度與其他少數種族社群委員會，而有關決定乃最終及不可推翻，任何人士不得向任何法庭就決定提出上訴或質疑。
總統在內閣的指導下，宣告哪些選區為集選區、每個集選區所設之議席數目（只能是3到6個議席），以及個別集選區所預留之少數種族議席應由來自馬來族還是印度族及其他少數種族社群的候選人競奪。預設由來自馬來社群者競奪的議席的集選區數目必須是集選區總數的五分之三，同時所有集選區之議員人數不得少於總議員人數的四分之一。在2015年的大選，新加坡劃分了13個單選區和16個集選區。
總統在集選區所設之議席數目將等同於代表該區出任國會議員的人數，集選區的每名選民將把手中的選票投給一支候選人團隊，而不是投給個別的候選人。換言之，各單選區的選民的每一張有效選票是投給一名候選人，各集選區選民的每一張有效選票則是投給一支候選人團隊的所有成員。所有民選議員是通過多數制當選的。
任何集選區若因為有議員逝世、請職或其他原因而導致國會議席懸空，法律並無規定必須舉行補選來填補議席，只有在集選區的所有議席全數懸空，才須進行補選。在這樣的情況下，除非總理打算在近期以內舉行大選，否則他有義務在合理的時間以內舉行補選。

### 變動
1988年，39個單選區被劃入13個三人集選區，這些選區佔國會81個民選議席的39個。新加坡旋於1991年修改《憲法》和《國會選舉法令》，把每個集選區可允許的最多議席從3個增至4個，再於1996年修改這兩項法例，把法律可允許的最多議席增加到6個。在2001年的大選，原有的三人與四人集選區被五人和六人集選區取代之，當時設有9個五人集選區以及5個六人集選區，所有集選區之議席佔國會84個民選議席的75個，這個安排在2006年也維持不變。
2009年5月27日，政府宣布要縮小集選區的規模及總數量，而且也無需修改《憲法》或《國會選舉法令》任何一條法例。政府將在成立下一屆選區範圍檢討委員會時，指示有關委員會劃定更少六人集選區，並縮小每個集選區的平均規模。當時各集選區的平均議席數目是5.4個，這是因為當時只存在五人和六人集選區，不過在下一屆大選各集選區之平均議席數目將不會超過5人。
此外，為確保單選區的總數與選民人數的增加保持同步，使得需要更多為選民服務的議員，有關委員會的工作範圍包括將單選區總數維持在不少於12個，理據是集選區制度將更有效地實行，選民與議員間的聯繫也將得以加強。繼2015年大選，國會有13名議員代表單選區，76名議員代表集選區。

## 评价

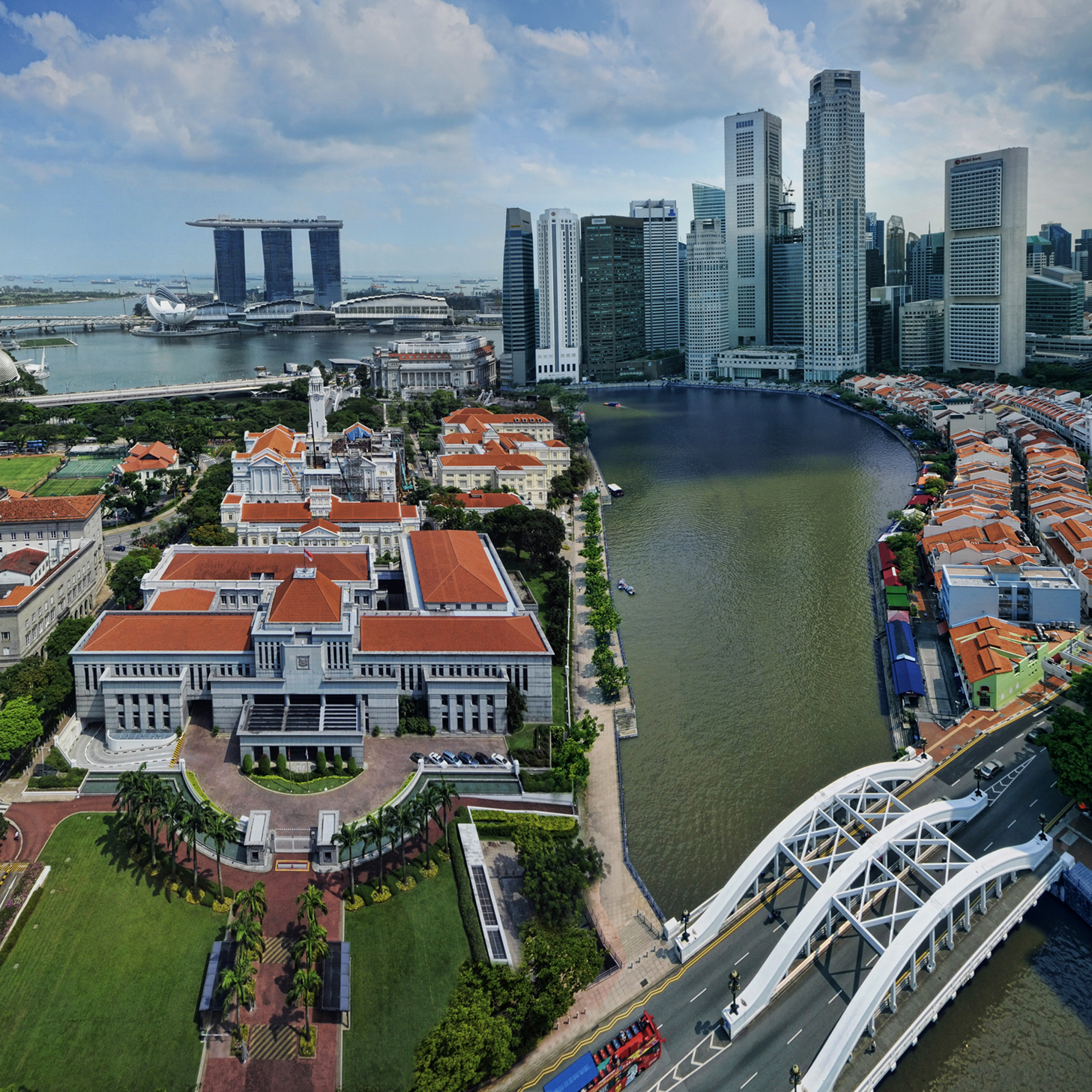
俯視國會大廈（圖左，半圓形車道通往大廈）

### 優點
根據《憲法》第三十九A條，集選區制度確保國會有少數種族議員，亦保證國會有為爭取少數種族社群之利益的代議士。《憲法》第三十九A條第一款a項允許每個集選區的最多議席數目為6個，這是為了在確保選民人數急速增加的集選區得到適當的管理時提供靈活性，因為隨著一個選區的人口不斷增加，其議員將越來越難以作為所有選民的代議士。幾個議員組成的團隊可以說是更能接觸更多的選民，再來團隊裡有不同的議員，則顯示這些議員在國會將能更有效地為多元的選民意見發聲。

### 缺點

#### 與初時目的背道而馳
實行集選區制度所提供的官方理據是，該制度可確保國會有少數種族之代表，不過新加坡反對黨質疑各集選區在實現這一目的之有用性，尤其是因為當地從未遇過國會無足夠代表少數種族的代議士的情形。有統計數據顯示，執政的人民行動黨（行動黨）派出的所有少數種族候選人經常在選舉中獲勝，而且在1984年落選的唯一兩名候選人都是華人，其中一人甚至還被一名少數種族候選人擊敗。再者，以華人居多的安順區在1981年舉行一場補選，新加坡工人黨（工人黨）籍少數種族候選人惹耶勒南在該場補選中勝出，民選的首任新加坡首席部長大衛·馬紹爾則是位猶太人。嚴格說來，隨著各集選區的規模擴大，總體上少數種族在國會裡的代議士就會變得更少，因為每個集選區的少數種族議員比例將會縮小。有鑑於少數種族議員在國會裡屬於少數派，他們的政治力量亦有所削弱。
另外，行動黨目前被指利用集選區制度作為其招募新人上陣的手段。前總理、時任國務資政吳作棟曾在2006年透露，假如行動黨在其候選人一生中的至少第一次政治選舉裡未能給予有勝算的某種保證，許多有才幹而且有所成就的年輕一代未必願意為了從政而賭上自己的事業。據知，行動黨在所有集選區派出的每一支候選人團隊皆由部長等重要人物領軍，而新人得以搭著由資深黨員領軍的快車順利當選進國會，再來行動黨自1991年以來通常也不會派新人角逐單選區議席。
從另一個角度來看，集選區制度所帶來的「內置缺點」是，即使「絕非出於自身或其團隊之過失」，被認定為「重量級」的候選人也會落敗，2011年的大選據說就發生了這樣的情況：行動黨籍楊榮文在角逐阿裕尼集選區議席時因敗給工人黨團隊，其外交部長生涯乃至政治生涯由此告終。
據說，比起確保國會裡有少數種族之代議士這個官方理據，集選區制度的作用更像是便於行政事務，而各集選區之規模擴大，為的正是在打理市鎮會時享有規模經濟效應。然而，是否有必要實行集選區制度來達成這個目的有待商榷，因為據知吳作棟曾在1988年指出，各單選區的議員依然可以在大選後形成一個組合，以共同打理市鎮會。

#### 反對黨處於不利境地

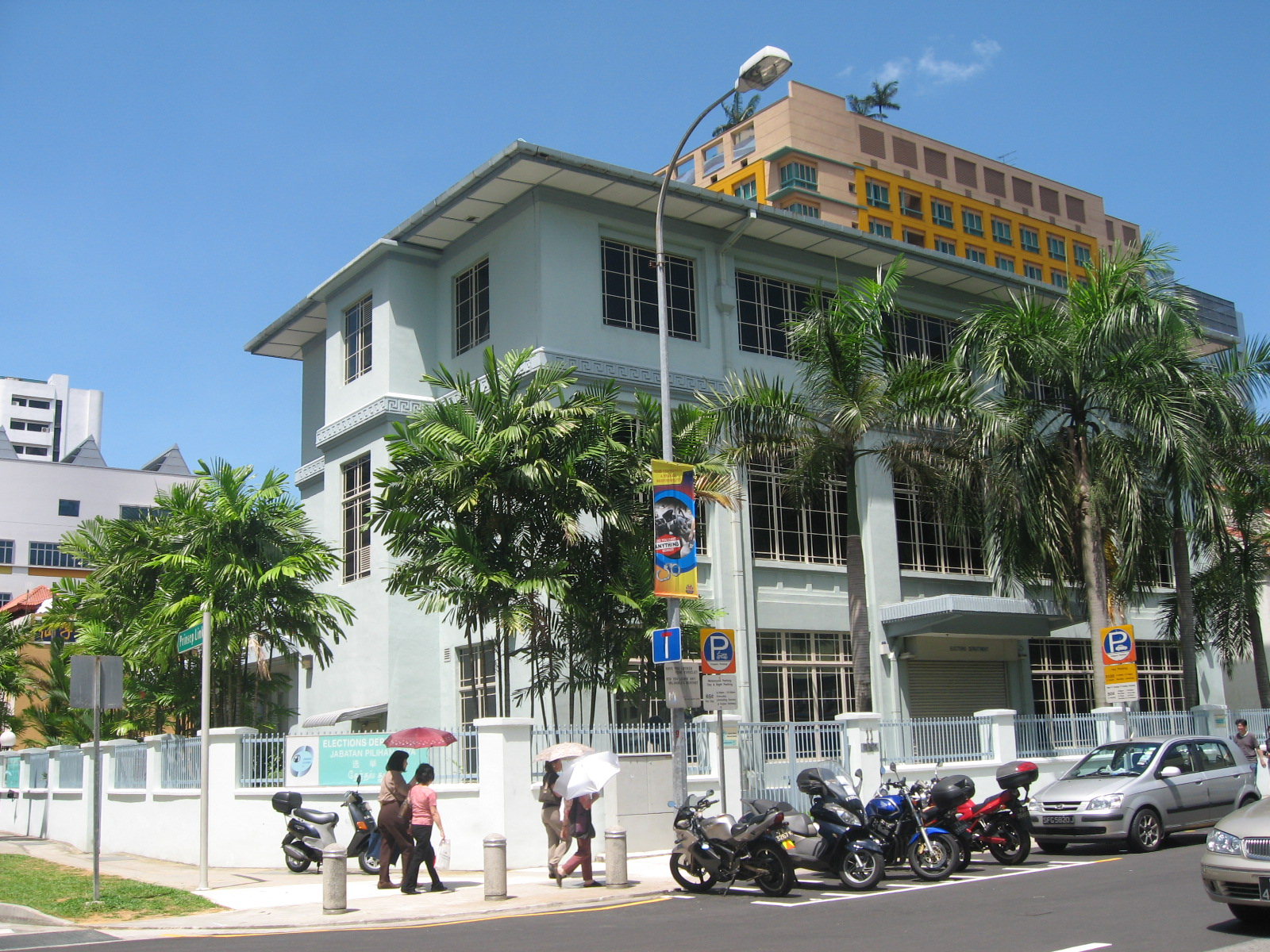
新加坡選舉局（圖為辦事處）負責管理有關選舉的進行

集選區制度提高了反對派之競選標準予以批評。首先，新加坡的反對黨或許難以物色有才幹的候選人，包括少數種族候選人組成團隊角逐集選區議席，吳作棟亦承認該制度帶來的好處是行動黨可以將候選人組合起來形成更強大的競選團隊。其次，反對派所需之得票門檻由於有關制度而相應提高，反對黨須不惜注入大量資源來角逐集選區議席，這是因為角逐集選區議席的每一名候選人都須繳納一筆按櫃金，其相等於一名議員在該場選舉舉行年份的前一年能享有的津貼總額之8%（取整為最接近的500新元）。若角逐集選區議席的候選人團隊的得票率未能達到總有效票數之八分之一，該團隊所有成員的按櫃金將被沒收，而在2015年的大選當中，這筆按櫃金的金額是1萬4500新元。
此外，自有關制度推行以來，行動黨候選人自動當選的次數就普遍上升，迄今為止反對黨贏得集選區議席僅發生過四次：工人黨在2011年的大選角逐阿裕尼集選區議席，並戰勝了行動黨團隊，且於2015年成功連任，維持控制這個集選區；2020年大選工人黨不僅繼續贏得阿裕尼集選區，亦同時在盛港集選區獲勝。若執政黨施政失誤，其有機會失去大部分集選區導致敗選，不過執政黨會通過重劃選區鞏固執政優勢。

#### 擁有不相等投票權利
有批評指出集選區制度使得各選民之間擁有不相等的投票權利。現時，集選區選民的每一張選票是投給五、六名候選人，相比之下單選區選民的每一張選票只是投給一名候選人。該制度也被指削弱選民的投票權利──舉個例子，一個單選區有約1萬4000名選民，相比之下一個五人或六人集選區的選民人數可高達14萬名，故集選區選民手中擁有的選票所發揮之效力遠不及單選區選民，因為集選區選民較難運用手中的選票使不合其意的候選人敗選。再者，還有評論表示，新加坡各選區的選民人數竟可以容許高達30%的差距，而目前議員對選民指導比例為1:26,000，這意味著一個單選區（或者說是由一名議員負責的轄區，尤其相對於集選區而言）的選民人數可介於1萬8200名至3萬3800名不等，由此推斷一個五人集選區有介於9萬1000名到16萬9000名選民，兩者相差86%。

#### 削弱選民與議員間的關係
有批評者指出，有關制度可能導致某些角逐集選區議席的候選人失去公信度與問責度，原因是候選人團隊裡的熱門隊員會「保護」相對冷門的隊員不被選民投票使之落選。另外，有關制度亦被指削弱選舉人與其代議士間的關係，這是由於兩者之間的關係是個別選民與整個集選區議員團隊的關係，而非個別選民與某名議員的關係。政府之所以在2009年宣布要劃定更多單選區並縮小集選區的規模，為的是改善選民與議員之間的聯繫，以及提高議員之問責度。

#### 樹立種族分化的局面
雖然實施有關制度是為確保國會裡有少數種族代表，不過也可以說有關制度強調種族意識，故擴大了各種族之間的差距。這很可能有損少數種族候選人的尊嚴，使之不確定自己是憑真本事當選，還是憑有關制度以及競選團隊其他成員的才能，從而使之對自己須靠多數派才能順利進國會表示憤慨。除此之外，這也給多數種族候選人灌輸少數種族候選人能力不足的信念。有關制度也被指貶損大多數新加坡人的人格，因為其認定自己無法察覺到少數種族候選人的價值或才能，並只會把選票投給與自己有共同種族身份、文化和語言的候選人。

## 解釋說明
1. ↑  《新加坡共和國憲法（修正）法案》於1987年11月30日在國會裡一讀，再於1988年1月12日進行二讀，並向一個特別委員會匯報。委員會在1988年5月5日提呈報告，法案旋於1988年5月18日進行三讀並獲得通過，1988年5月31日生效。
2. ↑  《國會選舉（修正法案）》分別在1987年11月30日和1988年2月11日－12日進行一讀與二讀，法案如《新加坡共和國憲法（修正）法案》向一個特別委員會匯報。委員會於1988年5月5日提呈報告，法案旋於1988年進行三讀並獲得通過，1988年6月1日（修憲法令生效的一天後）生效。
3. ↑  若得出的五分之三數並非整數，則應取整為下一個更高的整數。
4. ↑  當一個單選區的議席因故臨時懸空時，總理有義務舉行補選。[35]

### 註腳
1. ↑  Constitution, Art. 39(3): "In this Article and in Articles 39A and 47, a constituency shall be construed as an electoral division for the purposes of Parliamentary elections."
2. ↑  Constitution of the Republic of Singapore (Amendment) Act 1988 (No. 9 of 1988 （页面存档备份，存于）).
3. ↑  Parliamentary Elections (Amendment) Act 1988 (No. 10 of 1988 （页面存档备份，存于）).
4. 1 2 3 4 5  Lee Hsien Loong (Prime Minister), "President's address: Debate on the address", Singapore Parliamentary Debates, Official Report (27 May 2009), vol. 86, col. 493ff.
5. ↑  Goh Chok Tong (Deputy Prime Minister and Minister for Defence), speech during the Second Reading of the Parliamentary Elections (Amendment) Bill, Singapore Parliamentary Debates, Official Report (11 January 1988), vol. 50, col. 180.
6. ↑  Goh, Parliamentary Elections (Amendment) Bill, cols. 180–183; Edwin Lee, , Institute of Southeast Asian Studies: 499, 2008, ISBN 978-981-230-796-5.
7. ↑  Goh, Parliamentary Elections (Amendment) Bill, cols. 183–184.
8. ↑  Lydia Lim; Zakir Hussain, , The Straits Times, 2 August 2008.
9. ↑  , Singapore: Government Printer, 1966, OCLC 51640681, para. 46(1).
10. ↑  Constitutional Commission, 1966, para. 46(2).
11. ↑  Constitutional Commission, 1966, para. 46(3).
12. ↑  Constitutional Commission, 1966, para. 47.
13. ↑  Constitutional Commission, 1966, para. 48.
14. ↑  Constitutional Commission, 1966, para. 49.
15. ↑  Parliamentary Elections Act (Cap. 218, 2007 Rev. Ed. （页面存档备份，存于）) ("PEA"), s. 8A(1A).
16. ↑  PEA, ss. 8(1) and (2).
17. ↑  S. Ramesh, , Channel NewsAsia, 30 October 2010  [2012-01-13], （原始内容存档于2010-11-01）.
18. ↑  Tommy Koh (编), , , Singapore: Editions Didier Millet: 174, 2006  [2010-12-13], ISBN 978-981-4155-63-2 (hbk.), （原始内容存档于2007-08-25）.
19. ↑  Li Xueying, , The Straits Times, 18 September 2010: A38–A39 at A39.
20. ↑  Li, "Making sense of electoral boundaries", p. A38.
21. ↑  Li, "Making sense of electoral boundaries", pp. A38–A39.
22. ↑  Constitution, Art. 39A(2)(c); PEA, s. 27A(3).
23. ↑  Constitution, Art. 39A(2)(a), PEA, s. 27A(4).
24. ↑  Constitution, Art. 39A(4); PEA, s. 27A(8).
25. ↑  PEA, ss. 27C(1)–(3).
26. ↑  PEA, s. 27C(8).
27. ↑  Constitution, Art. 39A(1)(a); PEA, s. 8A(1)(a).
28. ↑  PEA, ss. 8A(1)(a) and (b).
29. ↑  PEA, s. 8A(3).
30. ↑  PEA, s. 8A(2).
31. 1 2  Tan, Kee Yong; Cheong, Koon Hean; Tan, Boon Khai; Wong, Wee Kim.  (PDF). Singapore: Elections Department. 2015-07-24  [2015-08-26]. （原始内容 (PDF)存档于2017-10-12）.
32. ↑  PEA, s. 22.
33. ↑  See, for instance, the PEA, s. 49(7E)(a): "... the Returning Officer shall declare the candidate or (as the case may be) group of candidates to whom the greatest number of votes is given to be elected".
34. ↑  PEA, s. 24(2A); Vellama d/o Marie Muthu v. Attorney-General [2013] SGCA 39, [2013] 4 S.L.R. 1 at 38, para. 80, Court of Appeal (Singapore).
35. ↑  Vellama, p. 38, para. 79.
36. ↑  Vellama, p. 35, para. 82.
37. ↑  Interpretation Act (Cap. 1, 2002 Rev. Ed. （页面存档备份，存于）), s. 52.
38. ↑  Constitution of the Republic of Singapore (Amendment) Act 1991 (No. 5 of 1991); Parliamentary Elections (Amendment) Act 1991 (No. 9 of 1991).
39. ↑  Constitution of the Republic of Singapore (Amendment) Act 1996 (No. 41 of 1996); Parliamentary Elections (Amendment) Act 1996 (No. 42 of 1996).
40. ↑  Parliamentary Elections (Declaration of Group Representation Constituencies) Order 2006 (S 146/2006); , Elections Department, 7 April 2009  [1 July 2009], （原始内容存档于2009-07-15）.
41. ↑  The Constitution, Art. 39A(1), states: "The Legislature may, in order to ensure the representation in Parliament of Members from the Malay, Indian and other minority communities, by law make provision for ... any constituency to be declared by the President, having regard to the number of electors in that constituency, as a group representation constituency to enable any election in that constituency to be held on a basis of a group of not less than 3 but not more than 6 candidates".
42. ↑  Goh Chok Tong (Prime Minister), speech during the Second Reading of the Constitution of the Republic of Singapore (Amendment) Bill, Singapore Parliamentary Debates, Official Report (28 October 1996), vol. 66, col. 756.
43. ↑  Christopher Tremewan, , Macmillan in association with St. Antony's College, Oxford, 1994, ISBN 978-0-312-12138-9.
44. ↑  Lily Zubaidah Rahim, , New York, N.Y.: Oxford University Press, 1998, ISBN 978-983-56-0032-6 (hbk.).
45. ↑  Li Xueying, , The Straits Times, 27 June 2006: 4.
46. 1 2 3  Bilveer Singh, , Singapore: McGraw-Hill, 2006, ISBN 978-0-07-126184-5.
47. ↑  , The Straits Times, 10 May 2011: A20.
48. ↑  Quoted in Sylvia Lim (NCMP), "Parliamentary elections", Singapore Parliamentary Debates, Official Report (27 August 2008), vol. 84, col. 3328ff.
49. ↑  Hussin Mutalib, , Legislative Studies Quarterly, November 2002, 27 (4): 659–672 at 665, doi:10.3162/036298002X200765.
50. ↑  PEA, s. 28(1).
51. ↑  PEA, s. 28(4A)(b).
52. ↑  Notice of Election for All Electoral Divisions (（页面存档备份，存于）) dated 25 August 2015, archived from the original on 14 September 2015.
53. ↑  , The Sunday Times, 8 May 2011: 1 & 4; Low Chee Kong, , Today (Special Ed.), 8 May 2011: 1 & 4  [2011-05-09], （原始内容存档于2011-05-09）.
54. ↑  林子恒; 洪亿隽; 林佩碧. . 联合早报 (新加坡: 新加坡报业控股). 2015-09-12  [2015-09-14].
55. ↑  Kenneth Paul Tan, , Singapore: NUS Press, 2007, ISBN 978-9971-69-377-0.
56. ↑  Eugene K[heng] B[oon] Tan, , Today, 1 November 2010: 14  [2010-12-13], （原始内容存档于2010-12-13）.
57. ↑  , Think Centre, 26 November 2002  [12 December 2010], （原始内容存档于2007-10-27）.

### 法律文獻
- Constitution of the Republic of Singapore (1999 Reprint （页面存档备份，存于）).
- Parliamentary Elections Act (Cap. 218, 2007 Rev. Ed. （页面存档备份，存于）) ("PEA").

### 其它文獻
- Singh, Bilveer, , Singapore: McGraw-Hill, 2006, ISBN 978-0-07-126184-5.
- Goh, Chok Tong (Deputy Prime Minister and Minister for Defence), speech during the Second Reading of the Parliamentary Elections (Amendment) Bill, Singapore Parliamentary Debates, Official Report (11 January 1988), vol. 50, cols. 178–192.
- Li, Xueying, , The Straits Times, 18 September 2010: A38–A39.
- , Singapore: Government Printer, 1966, OCLC 51640681.

## 延伸閱讀

### 文章和網站
- Lua, Ee Laine; Sim, Disa Jek Sok; Koh, Christopher Theng Jer, , Singapore Law Review, 1996, 17: 244–321 at 299–303  [2022-03-31], （原始内容存档于2021-02-07）.
- Tan, Eugene K[heng] B[oon], , Ethnopolitics, November 2005, 4 (4): 413–428, doi:10.1080/17449050500348659, also published in Bieber, Florian; Wolff, Stefan (编), , London; New York, N.Y.: Routledge: 53–68, 2007, ISBN 978-0-415-40047-3 (hbk.).
- Tan, Eugene; Chan, Gary, , , SingaporeLaw.sg, Singapore Academy of Law, 13 April 2009  [1 December 2010], （原始内容存档于2010-12-02）.
- Tan, Kevin Yew Lee, , Singapore Law Review, 1992, 13: 26–59.
- Tan, Kevin Y[ew] L[ee], , Commentary, 1997, 14: 109–117.
- Tey, Tsun Hang, , Legal Studies, December 2008, 28 (4): 610–628, doi:10.1111/j.1748-121X.2008.00106.x.
- Thio, Li-ann, , Singapore Journal of International and Comparative Law, 2002, 6: 181–243.

### 書籍
- Chan, Helena H[ui-]M[eng], , , Singapore: Butterworths Asia: 41–68, 1995, ISBN 978-0-409-99789-7.
- Chua, Beng Huat, , London: Routledge, 1995, ISBN 978-0-415-16465-8.
- Hussin Mutalib, , Singapore: Eastern Universities Press, 2003, ISBN 978-981-210-211-9 (hbk.), ISBN 978-981-210-268-3 (pbk.).
- , Singapore: Printed for the Government of Singapore by Singapore National Printers, 1988, OCLC 30875454.
- Rodan, Garry (编), , New York, N.Y.: St. Martin's Press, 1993, ISBN 978-0-312-09687-8.
- Tan, Kevin Y[ew] L[ee], ,  rev., Singapore: Talisman Publishing: 33–60 at 53–55, 2011, ISBN 978-981-08-6456-9 (pbk.).
- Tan, Kevin Y[ew] L[ee]; Thio, Li-ann, ,  3rd, Singapore: LexisNexis: 299–360 at 310, 2010, ISBN 978-981-236-795-2 (hbk.).
- Thio, Li-ann, , , Singapore: Academy Publishing: 285–359 at 332–355, 2012, ISBN 978-981-07-1515-1.

## 外部連結
- 選舉局官方網站 （页面存档备份，存于）
- 新加坡國會官方網站 （页面存档备份，存于）
- Singapore Elections （页面存档备份，存于）（翻譯：新加坡選舉）